# Lomonosovskij prospekt (stanice metra v Moskvě)
Lomonosovskij prospekt (rusky Ломоносовский проспект) je stanice moskevského metra.

## Charakter stanice
Stanice Lomonosovskij prospekt se nachází ve čtvrti Ramenki pod ulicí Mičurinskij prospekt (Мичуринский проспект) severovýchodně od jejího křížení s ulicí Lomonosovskij prospekt (Ломоносовский проспект). Jedná se o stanici mělce založenou s dvěma podzemními vestibuly. Jihozápadní vestibul je propojen s nástupištěm prostřednictvím schodiště a ustí na náměstí Ploščaď Indiry Gandi (Площадь Индиры Ганди). Severovýchodní vestibul je propojen s nástupištěm prostřednictvím eskalátorů a ústí poblíž ulice Akademika Chochlova (Академика Хохлова) a budovy Institutu mechaniky Moskevské státní univerzity.